# Praeclara gratulationis publicae
Praeclara gratulationis publicae apostolsko je pismo koje je papa Lav XIII. objavio 20. lipnja 1894. godine. Ovo pismo upućeno je kršćanskim vladarima te iznosi papinu međunarodnu viziju. 
U dokumentu papa poziva vjernike da mole Boga kako bi ponovno okupio one koji su raspršeni, vratio one koji su zalutali te ih sjedinio s ovom svetom, katoličkom i apostolskom Crkvom. Poticaj na međureligijski dijalog u ovom se pismu odnosi isključivo na kršćane Istočne Crkve.
Iste godine, papa Lav XIII. objavio je i Apostolicae curae, dokument u kojem je proglasio ništavnost svetog reda u Anglikanskoj crkvi.

## Sadržaj pisma
U ovom dokumentu papa Lav XIII. poziva na ponovno ujedinjenje Istočne i Zapadne Crkve, naglašavajući važnost "jedinstva vjere". Također, apostolsko pismo osuđuje slobodno zidarstvo. Već ranije, papa Pio IX. pisao je o istoj temi u svojoj poslanici In suprema Petri iz 1848. godine.

### Jedinstvo u vjeri
Papa tumači da su ratovi i revolucije u Europi posljedica raskola među kršćanskim crkvama, dok je industrijska revolucija dodatno potaknula društvene sukobe i radničke borbe. Kršćanstvo u Europi rastrgano je nesuglasicama, a narodi iscrpljeni sukobima i ratovima. U ovom apostolskom pismu, poznatom i kao apostolska pobudnica, Lav XIII. poziva na jedinstvo u vjeri i djelovanju, smatrajući da je ujedinjenje Istočne i Zapadne Crkve Božja volja. Takvo bi jedinstvo, prema papi, donijelo mir unutar Crkve i stabilnost u Europi.

### Opasnost slobodnog zidarstva
Apostolsko pismo upozorava da su slobodnozidarske organizacije ozbiljna prijetnja jedinstvu vjere. Njihovo brzo širenje ugrožava katoličke nacije, dok iz svojih tajnih krugova djeluju protiv kršćanske civilizacije. Njihov utjecaj najviše se osjeća u gradovima, a njihova globalna prisutnost, prema papi, predstavlja veliku nesreću.
Slobodno zidarstvo, navodi se u dokumentu, nastoji oslabiti pobožnost prema sakramentima lažnim obećanjima, napada instituciju braka i obitelji, te pokušava prodrijeti u obrazovni sustav kako bi utjecala na mlade. Pored toga, papa ih opisuje kao izazivače sukoba i ratova, koji narušavaju mir u Europi. Lav XIII. naglašava da se slobodnom zidarstvu mora odlučno suprotstaviti, pozivajući posebno ljude u Italiji i Francuskoj da se mobiliziraju protiv njezina utjecaja. Samo će Božja riječ donijeti konačnu pobjedu, a kada slobodno zidarstvo bude izbačeno iz društva, moći će se ponovno uspostaviti jedinstvo vjere.

## Značaj i nasljeđe
Apostolsko pismo Praeclara gratulationis publicae naišlo je na kritike, a 1895. godine osudio ju je carigradski patrijarh Antim VII.
Poziv na jedinstvo, koji je Lav XIII. iznio u ovom dokumentu, kasnije je ponovno naglašen u Unitatis redintegratio, dokumentu Drugog vatikanskog koncila. Ipak, taj je koncilski tekst oblikovao drugačiju ekleziologiju, više usmjerenu prema suradnji s ostalim kršćanskim zajednicama, u duhu dijaloga i ekumenizma.
Apostolsko pismo je kasnije citirano u enciklici Orientales omnes Ecclesias, dokumentu pape Pija XII., koji se bavio istočnim katoličkim crkvama.
Osim katoličkih i pravoslavnih reakcija, papa Lav XIII. bio je kritiziran i od strane protestantskih fundamentalista. U apostolskom pismu se nalazi rečenica "Mi na ovoj zemlji zauzimamo mjesto svemogućega Boga", što su neki protumačili kao znak nadolazeće apokalipse.